# Ferreiros
Ferreiros là một đô thị thuộc bang Pernambuco, Brasil. Đô thị này có diện tích 74 km², dân số năm 2007 là 11064 người, mật độ 149,51 người/km².